# Jules Drach
Jules Drach   (Sainte-Marie-aux-Mines, 13 de març de 1871 - Cavalaira de Mar, 8 de març de 1949) va ser un matemàtic francès.

## Vida i obra
Nascut a Alsàcia, la família va fugir-ne arran de l'annexió alemanya per la guerra francoprussiana. Va ser escolaritzat a Saint-Dié-des-Vosges i va fer el batxillerat a Nancy. El 1889 va ser admès a l'École Normale Supérieure juntament amb Émile Borel amb qui mantindrà una llarga amistat. El 1895, tots dos van publicar un llibre de teoria de nombres i àlgebra superior basat en les classes de Jules Tannery. El 1898 va defensar la seva tesi doctoral en la que estenia les seves recerques al camp de l'anàlisi matemàtica intentant proporcionar un fonament lògic a la teoria de les funcions.
El 1898 va ser nomenat professor de la universitat de Clermont-Ferrand, de la qual va passar a la universitat de Lilla el 1901. A partir de 1903 va ser professor a les universitats de Poitiers (1901-1908) i Tolosa (1908-1912) fins que el 1913 va ser nomenat professor de la universitat de París, en la qual es va retirar el 1933, tot i que va continuar sent actiu en la recerca des del seu retir a la Mediterrània.
Drach va escriure més de vuitanta articles, la majoria sobre equacions diferencials, destacant especialment els seus treballs que enllacen la integrabilitat amb la teoria espectral o el tractament de les equacions diferencials de la balística. També va ser l'editor de les obres completes d'Henri Poincaré que es van publicar en onze volums entre 1928 i 1956.